# San Esteban del Molar
San Esteban del Molar es un municipio de España, en la comunidad autónoma de Castilla y León, dentro de la provincia de Zamora, situado en la comarca de Tierra de Campos.
La totalidad de su término municipal se integra dentro de la ZEPA Penillanuras-Campos Sur.

## Geografía
Está integrado en la comarca de Tierra de Campos de la provincia de Zamora, situándose a 54 kilómetros de la capital provincial. El término municipal está atravesado por la Autovía del Noroeste entre los pK 248 y 253. El relieve es el característico de la comarca a la que pertenece, una amplia llanura con algunos arroyos estacionales. El pueblo se alza a 763 metros sobre el nivel del mar a una altura algo mayor que el resto del territorio. 
| Noroeste: Castrogonzalo      | Norte: Castrogonzalo, Fuentes de Ropel | Noreste: Villalobos          |
| Oeste: Villanueva de Azoague |                                        | Este: Villalobos             |
| Suroeste: Vidayanes          | Sur: Revellinos                        | Sureste: Cerecinos de Campos |

## Historia
La fundación de San Esteban del Molar se circunscribe dentro del proceso repoblador emprendido por los reyes leoneses en la Alta Edad Medía en la zona. Así, en el reinado de Alfonso IX de León se recoge ya documentalmente la existencia de San Esteban del Molar, concretamente en una compra de terrenos que hizo en la localidad la Orden de San Juan en 1190.
Durante la Edad Moderna, San Esteban del Molar estuvo integrado en la provincia de León, tal y como recoge en el siglo XVIII Tomás López en Mapa geográfico de una parte de la Provincia de León. No obstante, al reestructurarse las provincias y crearse las actuales en 1833, San Esteban del Molar pasó a formar parte de la provincia de Zamora, dentro de la Región Leonesa.

## Geografía humana

### Demografía
Cuenta con una población de 109 habitantes (INE 2024).
| Gráfica de evolución demográfica de San Esteban del Molar entre 1842 y 2021                                           |
| |
| Población de derecho según los censos de población del INE. Población de hecho según los censos de población del INE. |

## Administración y política
| Periodo   | Nombre                     | Partido    |
| --------- | -------------------------- | ---------- |
| 1995-1999 | Jesús Estébanez Rodríguez  | PP         |
| 1999-2003 | Jesús Estébanez Rodríguez  | PP         |
| 2003-2007 | Julio César Labra          | PP         |
| 2007-2011 | José Antonio Sánchez Torío | PP         |
| 2011-2015 | Víctor Prieto León         | ADEIZA-UPZ |
| 2015-2019 | Víctor Prieto León         | PP         |
| 2019-2023 | Víctor Prieto León         | PP         |
| 2023-act. | Víctor Prieto León         | PP         |

### Evolución de la deuda viva
El concepto de deuda viva contempla solo las deudas con cajas y bancos relativas a créditos financieros, valores de renta fija y préstamos o créditos transferidos a terceros, excluyéndose, por tanto, la deuda comercial.
| Gráfica de evolución de la deuda viva del ayuntamiento entre 2008 y 2014                             |
| |
| Deuda viva del ayuntamiento en miles de Euros según datos del Ministerio de Hacienda y Ad. Públicas. |

La deuda viva municipal por habitante en 2014 ascendía a 160,58 €.

## Cultura

### Patrimonio
Tiene la iglesia parroquial como edificio más significativo del municipio, situada en lo alto del pueblo y con una torre emblemática. En ella descansan figuras como la de la Virgen de las Candelas, la Virgen del Carmen y el Cristo de la Misericordia. Es de destacar el retablo mayor de la parroquia.

### Fiestas patronales
- El Cristo de la Misericordia, actualmente celebrado el día 17 de mayo.
- Su fiesta patronal en honor a la Virgen de las Candelas, el día 2 de febrero.
- Además, se organizan unas jornadas culturales en verano con el nombre de "El trillo" en agosto.

## Deportes

### Instalaciones
San Esteban del Molar dispone de dos parques con instrumentos tanto para los más jóvenes como para los mayores. Además dispone de un frontón descubierto y una pista de pádel, situada en lo que anteriormente era un polideportivo para jugar al fútbol y al baloncesto.